# Список серий аниме «Моя геройская академия»
«Моя геройская академия» (яп. 僕のヒーローアカデミア Boku no Hero Academia, Боку но хи:ро: акадэмиа) My Hero Academia — аниме-сериал по манге, написанной и иллюстрированной Кохэем Хорикоси. Выпускается студией Bones под руководством режиссёра Кэндзи Нагасаки. Первый сезон сериала состоит из 13 серий, транслировавшихся с 4 апреля по 26 июня 2016 года, на TBS, MBS и других станциях JNN во временном интервале 17:00 по воскресеньям в Японии. Второй сезон состоит из 25 (26 включая рекап) серий, транслировавшихся с 25 марта по 30 сентября 2017 года на NTV и YTV, а сотрудники и актеры первого сезона вернулись, к своим ролям. Третий сезон состоит из 25 серий, транслировавшихся с 7 апреля по 29 сентября 2018 года. Четвертый сезон выходил в эфир с 12 октября 2019 года по 4 апреля 2020 года. Премьера пятого сезона состоялась 27 марта 2021 года. В качестве авторской музыки в сериале используется шестнадцать различных песен: восемь вступительных и восемь финальных тем. Кроме того, вышло 5 OVA. Shueisha Во время Jump Festa 2022 заявили, что премьера 6-го сезона запланирована на осень 2022 года.

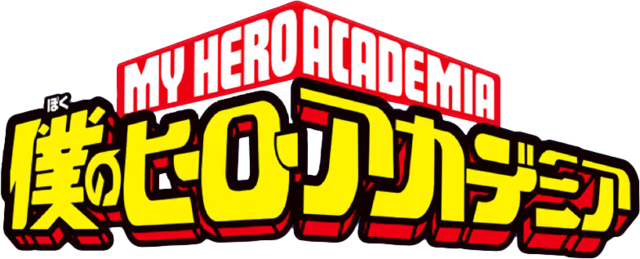
Логотип манги «Моя геройская академия»

5 мая 2018 года в Соединённых Штатах, в программном блоке Toonami от Adult Swim, состоялась премьера английского дубляжа сериала.

## Содержание
| Сезон | Сезон  | Серии | Трансляция (Япония)  | Трансляция (Япония)   | Трансляция (США)     | Трансляция (США)     |
| Сезон | Сезон  | Серии | Премьера сезона      | Финал сезона          | Премьера сезона      | Финал сезона         |
| ----- | ------ | ----- | -------------------- | --------------------- | -------------------- | -------------------- |
|       | 1      | 13    | 3 апреля 2016 года   | 26 июня 2016 года     | 5 мая 2018 года      | 4 августа 2018 года  |
|       | 2      | 25    | 25 марта 2017 года   | 30 сентября 2017 года | 11 августа 2018 года | 24 февраля 2019 года |
|       | 3      | 25    | 7 апреля 2018 года   | 15 сентября 2018 года | 3 марта 2019 года    | 18 августа 2019 года |
|       | 4      | 25    | 12 октября 2019 года | 4 апреля 2020 года    | 9 ноября 2019 года   | 28 июня 2020 года    |
|       | 5      | 25    | 27 марта 2021 года   | 25 сентября 2021 года | 9 мая 2021 года      | 21 октября 2021 года |
|       | 6      | 25    | 1 Октября 2022 года  | 25 марта 2023 года    | TBA                  | TBA                  |
|       | OVA    | 6     | OVA                  | OVA                   | OVA                  | OVA                  |
|       | Фильмы | 3     | Фильмы               | Фильмы                | Фильмы               | Фильмы               |

| Описание | Описание                  |
| -------- | ------------------------- |
|          | По манге                  |
|          | Филлер                    |
|          | Филлер с элементами манги |
|          | Спешл                     |

## Список серий

### Первый сезон (2016)
| 1 | Идзуку Мидория: Начало «Мидория Идзуку: Оридзин» (緑谷出久：オリジン)                       | 1     | 3 апреля 2016 года  |
| В мире, где большая часть населения одарена особыми силами, известных как «Причуды», Идзуку Мидория, молодой мальчик, который всегда мечтал стать героем, не имеет своей причуды. Однажды на него нападает злодей и его спасает Всемогущий, самый известный герой и кумир его детства. |                                                                                             |       |                     |
| 2 | Что нужно, чтобы стать героем «Хиро но Дзё:кэн» (ヒーローの条件)                            | 1     | 10 апреля 2016 года |
| Идзуку обнаруживает, что истинная форма Всемогущего это хилый, изможденный человек, который перенёс сильную травму несколько лет назад от могучего злодея. Всемогущий говорит Идзуку сдаться и сосредоточиться на другой, более реалистичной мечте. В печали Идзуку отправляется домой, но неожиданно становится свидетелем того, как на его одноклассника и вовсе хулигана Кацуки Бакуго нападает злодей. В тот момент, когда ни один из героев не смог помочь Кацуки, не подумав, Идзуку бросается на того самого злодея. |                                                                                             |       |                     |
| 3 | Рёв мышц «Унарэ киннику» (うなれ筋肉)                                                       | 2-3   | 17 апреля 2016      |
| После всех событий, Всемогущий говорит Идзуку, что его причуда "Один за всех" не обычна и передается она от человека к человеку. Так случилось, что Всемогущий теперь считает, что Идзуку достоин быть его наследником, но сейчас, если передать причуду, то тело хилого Идзуку просто разорвёт. Поэтому, Всемогущий тренирует десять месяцев Идзуку, чтобы он стал достойным сосудом, который сможет выдержать причуду. |                                                                                             |       |                     |
| 4 | Стартовая линия «Сута:то Райн» (スタートライン)                                             | 4-5   | 24 апреля 2016 года |
| После получения от Всемогущего причуды, Идзуку пришло время для участия в отборочных экзаменах в престижную Академию для героев U.A. (далее Юэй). Однако, в ходе практического экзамена, Идзуку боится потерпеть неудачу, но его партнёрша оказывается в опасности и он спешит её спасти. |                                                                                             |       |                     |
| 5 | Что я могу сделать сейчас «Има Боку ни Дэкиру Кото о» (今 僕に出来ることを)                 | 6-7   | 1 мая 2016 года     |
| Это первый день Идзуку как студента Юэй. Тем не менее, его учитель Сота Айдзава решает провести физический тест, чтобы оценить, как студенты используют свои причуды. Айдзава-сан угрожает худшему студенту по статистике изгнанием, и Идзуку обнаруживает себя в затруднительном положении, поскольку он до сих пор не научился контролировать свою причуду должным образом. |                                                                                             |       |                     |
| 6 | Ярость, ты, чёртов кретин «Такэрэ Кусона:до» (猛れクソナード)                               | 8-9   | 8 мая 2016 года     |
| Теперь надев свои костюмы героев, студенты были объединены в команды по двое и отправлены на тренировочную битву, чтобы проверить свои боевые способности. Идзуку в паре с Отяко Ураракой, девушкой, которой он помог во время вступительных экзаменов, которая также становится его другом, к его радости. Тем не менее, и к своему ужасу, один из его противников Бакуго, который всегда насмехался над Идзуку за его обычность, и теперь тот злится на героя.                                                            |                                                                                             |       |                     |
| 7 | Дэку против Каттяна «Дэку vs Каттян» (デクvsかっちゃん)                                     | 9-10  | 15 мая 2016 года    |
| Тренировочный бой продолжается, Идзуку едва сдерживает разрушительные нападения Бакуго, оставшаяся Отяко сталкивается с другим противником — Тэнья Идой. Идзуку кажется, не остается никакого выбора, кроме как использовать его причуду против Бакуго в попытке победить его, пока он не придумает идею получше. |                                                                                             |       |                     |
| 8 | Линия старта Бакуго «Сута:то Райн, Бакуго: но.» (スタートライン、爆豪の。)                  | 11    | 22 мая 2016 года    |
| После поражения против Идзуку в тренировочном бою, Бакуго наблюдает за остальными своими одноклассниками в действии и понимает, что ему всё ещё предстоит пройти долгий путь, чтобы стать сильнее своих сверстников. После восстановления от травм, Идзуку пытается подбодрить его, рассказав свою тайну тайны. В то же время, новости, что Всемогущий преподает в Юэй доходят до злодеев. |                                                                                             |       |                     |
| 9 | Да, просто сделай всё возможное, Ида! «Ии дзо Гамбарэ И:да-кун!» (いいぞガンバレ飯田くん！) | 12-13 | 29 мая 2016 года    |
| Идзуку выбран в качестве президента (старосты) класса, к его удивлению, всё заканчивается тем, что он отказывается от позиции в пользу Ида, также друзья находят Иду более подходящим для этой должности. Затем студенты переходят на другое поле упражнений, но до того, как они начнутся, орды злодеев внезапно появляются перед ними. |                                                                                             |       |                     |
| 10 | Встреча с неизвестным «Мити то но Со:гу:» (未知との遭遇)                                    | 14-16 | 5 июня 2016 года    |
| Злодеи используют свои силы, чтобы рассеять студентов по территории, дабы привлечь Всемогущего в ловушку. Идзуку окружили на лодке вместе со своими одноклассниками Цую Асуи и Минору Минэтой, но после того, как они рассказывают больше о своих силах друг другу, Идзуку приходит мысль как выбраться из ситуации, в то время как Иду выбирают оставшиеся, чтобы тот позвал на помощь. |                                                                                             |       |                     |
| 11 | Конец Игры «Гэ:му О:ба:» (ゲームオーバー)                                                   | 17-18 | 12 июня 2016 года   |
| Студенты борются за свою жизнь против Злодеев, в то время как Иде удаётся бежать с помощью своих друзей. После того, как злодеи узнают, что Ида предупредит других учителей, которые придут, чтобы остановить их, лидер злодеев Томура Сигараки решает убить Идзуку и его друзей просто для того, что бы сделать больно Всемогущему. Прежде чем они успевают хоть что-то сделать, Всемогущий сам появляется пред ними. |                                                                                             |       |                     |
| 12 | Всемогущий «О:румайто» (オールマイト)                                                       | 19-20 | 19 июня 2016 года   |
| Сигараки использует своё секретное оружие, мульти-причудного монстра под названием Ному против Всемогущего, который держится до того, пока Идзуку и некоторые другие студенты прибывают, чтобы помочь ему, но у Всемогущего осталось мало времени, чтобы победить существо и защитить школу, прежде чем его способность разрядится. |                                                                                             |       |                     |
| 13 | В каждом из наших сердец «Онооно но Мунэ ни» (各々の胸に)                                   | 20-21 | 26 июня 2016 года   |
| Несмотря на то, что Всемогущий победил Ному, у него не осталось сил и он стал беззащитен против Сигараки, но Идзуку сумел затормозить противника на достаточно долгое время, для того, чтобы пришли другие учителя и заставить его отступить. После того, как оставшиеся Злодеи были захвачены, а студенты — спасены, Всемогущий поблагодарил Идзуку за спасение его жизни. Тем временем, Сигараки рассказывает своему хозяину о предположении, что их вражда против героев только начинается.                              |                                                                                             |       |                     |

### Второй сезон (2017)
| № | №  | Название | Экранизированные главы манги | Трансляция в Японии   |
| --- | -- | --- | ---------------------------- | --------------------- |
| 13.5 | 0  | Записная книжка героя «Хи:ро: Но:то» (ヒーローノート)                                                          | Спешл                        | 25 марта 2017 года    |
| Рекап первого сезона. |    | |                              |                       |
| 14 | 1  | А это идея, Отяко «Со: Иу Кото нэ Отяко-сан» (そういうことね お茶子さん)                                       | 22                           | 1 апреля 2017 года    |
| После вбрасывания Деку и остальным его одноклассникам сообщают о долгожданном спортивном турнире. |    | |                              |                       |
| 15 | 2  | Бурный спортивный комплекс «Унарэ Тайикусай» (うなれ体育祭)                                                    | 23-24                        | 8 апреля 2017 года    |
| Деку испытывает давление из-за ожиданий от него во время спортивного праздника. |    | |                              |                       |
| 16 | 3  | Своими причудливыми путями «Минна Косэитэки дэ ий нэ» (みんな個性的でいいね)                                   | 25-26                        | 15 апреля 2017 года   |
| Спортивный праздник стартует с первого соревнования. Деку лидирует, несмотря на то, что не использует свою причуду. |    | |                              |                       |
| 17 | 4  | Стратегия, стратегия, стратегия «Саку Саку Саку» (策策策)                                                      | 27-28                        | 22 апреля 2017 года   |
| Деку, Очако, Мэй и Фумикаге объединяются, поскольку вот-вот начнется второе мероприятие спортивного фестиваля. |    | |                              |                       |
| 18 | 5  | Финал кавалерийской битвы «Кибасэн Кэттяку» (騎馬戦決着)                                                       | 29-30                        | 29 апреля 2017 года   |
| Благодаря его отличным навыкам наблюдения, команде Деку удается пройти через это испытание. |    | |                              |                       |
| 19 | 6  | Имевший всё с рождения! «Субэтэ о Моттэ Умарэта Отоконоко» (全てを持って生まれた男の子)                        | 31-32                        | 6 мая 2017 года       |
| Шото разговаривает с Деку о своей ситуации после того, как подозревает, что Деку и Всемогущий могут иметь связь. |    | |                              |                       |
| 20 | 7  | Победа или поражение «Катимакэ» (勝ち負け)                                                                     | 33-34                        | 13 мая 2017 года      |
| Начинается противостояние между Деку и Шинсо. Деку удается одолеть Шинсо и он начинает идти к периферии. |    | |                              |                       |
| 21 | 8  | Претенденты, битва продолжается! «Фуруэ! Тярэндзя:» (奮え！チャレンジャー)                                     | 35                           | 20 мая 2017 года      |
| Турнир продолжается. Ненависть Шото к отцу помогает ему обыграть соперника, и он переходит в следующий раунд. |    | |                              |                       |
| 22 | 9  | Бакуго против Урараки «Бакуго: vs Урарака» (爆vs麗日豪)                                                        | 36-37                        | 27 мая 2017 года      |
| Битва между Бакуго и Очако начинается, но Очако не может использовать свою причуду на Бакуго. |    | |                              |                       |
| 23 | 10 | Сёто Тодороки: Происхождение «Тодороки Асэ ко: : Оридзин» (轟 焦凍:オリジン)                                   | 38-39-40                     | 3 июня 2017 года      |
| Начинается драка Деку и Шото. Деку бросает вызов безопасности, используя свою причуду на Шото, который, в свою очередь, использует свою причуду льда.                                                                   |    | |                              |                       |
| 24 | 11 | Сражайся, Иида «И:да-кун Файто» (飯田くんファイト)                                                             | 40-41-42                     | 10 июня 2017 года     |
| Шото пытается решить, использовать или не использовать причуду отца. |    | |                              |                       |
| 25 | 12 | Тодороки против Бакуго «Тодороки vs Бакуго:» (轟vs爆豪)                                                        | 43-44                        | 17 июня 2017 года     |
| Начинается финал между Шото и Бакуго. Шото столкнулся с дилеммой после окончания боя с Деку. |    | |                              |                       |
| 26 | 13 | Время выбрать имена «Намаэ о Цукэ тэ Миё: но Каи» (名前をつけてみようの会)                                     | 45-46                        | 24 июня 2017 года     |
| По окончании спортивного мероприятия учеников просят выбрать имена своих героев, когда они пойдут на занятия. |    | |                              |                       |
| 27 | 14 | Кошмар! Появление Гран Торино «Каики! Гуран Торино Аравару» (怪奇！グラントリノ現る)                           | 46-47                        | 1 июля 2017 года      |
| Пока все приспосабливаются к своим новым задачам, Изуку начинает тренироваться с Гран Торино, тем же человеком, который обучал Всемогущего.                                                                             |    | |                              |                       |
| 28 | 15 | Мидория и Сигараки «Midoriya to Shigaraki» (緑谷と死柄木)                                                      | 48-49-50                     | 15 июля 2017 года     |
| Студенты наконец-то начинают понимать свою стажировку, но Изуку ещё многое предстоит узнать об Один За Всех. |    | |                              |                       |
| 29 | 16 | Убийца героев Стэйн против студентов U.A «Hīrō Goroshi Sutein vs U.A. Seito» (ヒーロー殺し ステインvs雄英生徒) | 51-52-53                     | 22 июля 2017 года     |
| Пятно снова появляется, и на этот раз, когда это происходит, рядом находятся студенты Юэй. Смогут ли они удержать его, пока не придут профи?                                                                            |    | |                              |                       |
| 30 | 17 | Заключение «Ketchaku» (決着)                                                                                   | 54-55-56                     | 29 июля 2017 года     |
| Всё приходит в голову, когда Изуку, Иида и Тодороки сражаются со Стейном, в то время как профессиональные герои в Хосу-Сити сражаются с Ному.                                                                           |    | |                              |                       |
| 31 | 18 | Последствия убийцы героев: Пятно «Hīrō-Goroshi Sutein' Sono Yoha» (「ヒーロー殺しステイン」その余波)           | 56-57                        | 5 августа 2017 года   |
| Пятно наконец-то схвачено, но теперь сообщество героев должно разобраться с последствиями своих действий. |    | |                              |                       |
| 32 | 19 | Все на стажировку «Sorezore no Shokuba Taiken» (それぞれの職場体験)                                            | Филлер                       | 12 августа 2017 года  |
| Пока Изуку, Иида и Тодороки оправляются от битвы со Стейном, другие члены класса 1-A усердно работают на своей стажировке.                                                                                              |    | |                              |                       |
| 33 | 20 | Слушай!! Сказка из прошлого «Shire!! Mukashi no Hanashi» (知れ!!昔の話)                                        | 58-59                        | 19 августа 2017 года  |
| Студенты возвращаются к своей повседневной жизни, пока Всемогущий преподаёт Изуку особый урок истории. Пришло время узнать об Один За Всех!                                                                             |    | |                              |                       |
| 34 | 21 | Готовимься к выпускным экзаменам «Sonaero Kimatsu Tesuto» (備えろ期末テスト)                                   | 59-60-61, 67                 | 2 сентября 2017 года  |
| Приближаются финалы, и классу 1-A понадобится нечто большее, чем просто занятие. В этом году учителя меняют практические экзамены.                                                                                      |    | |                              |                       |
| 35 | 22 | Яойорозу: Восхождение «Yaoyorozu: Raijingu» (それぞれの職場体験)                                               | 61, 63-64, 66-67             | 9 сентября 2017 года  |
| Экзамены оказались намного сложнее, чем ожидали студенты. Может ли какая-либо из команд противостоять учителю? |    | |                              |                       |
| 36 | 23 | Преодолевая стереотипы «Mukero Hitokawa» (むけろ一皮)                                                          | 61, 64-65, 67                | 16 сентября 2017 года |
| Пока ученики класса 1-A сражаются на своих практических экзаменах, их решимость стать героями подвергается испытанию.                                                                                                   |    | |                              |                       |
| 37 | 24 | Катцуки Бакуго: Начало «Bakugo Katsuki: Orijin» (爆豪勝己：オリジン)                                           | 61-62, 64-65                 | 23 сентября 2017 года |
| Мидория и Бакуго начинают свой матч со Всемогущим, но у них разные планы. |    | |                              |                       |
| 38 | 25 | Встреча «Enkauntā» (エンカウンター)                                                                            | 68-69-70                     | 30 сентября 2017 года |
| В лиге злодеев два человека хотят присоединиться к ним. Студенты UA идут в торговый центр. Когда они находятся в торговом центре, каждый уходит сам по себе, оставляя Мидорию одному, где он встречает Томуру Шигараки. |    | |                              |                       |

### Третий сезон (2018)
| № | №  | Название                                                                                         | Экранизированные главы манги | Дата выхода           |
| --- | -- | ------------------------------------------------------------------------------------------------ | ---------------------------- | --------------------- |
| 39 | 1  | Игра начинается «Gēmu Sutāto» (ゲーム・スタート)                                                 | Филлер                       | 7 апреля 2018 года    |
| Рекап первых двух сезонов |    |                                                                                                  |                              |                       |
| 40 | 2  | Дикие дикие кошечки «Wairudo Wairudo Pusshīkyattsu» (ワイルド・ワイルド・プッシーキャッツ)       | 70-71 / Филлер               | 14 апреля 2018 года   |
| Дети прибывают в лагерь, где им предстоит тяжёлая работа, с которой они никогда раньше не сталкивались.                                                                          |    |                                                                                                  |                              |                       |
| 41 | 3  | Кота «Kōta-kun» (洸汰くん)                                                                       | 72-73                        | 21 апреля 2018 года   |
| Мидория узнает больше о Коте и о том, почему он так сильно ненавидет героев, когда небольшая, но компетентная группа злодеев угрожает подвергнуть опасности жизнь всех в лагере. |    |                                                                                                  |                              |                       |
| 42 | 4  | Мой герой «Boku no Hīrō» (僕のヒーロー)                                                          | 74-75-76                     | 28 апреля 2018 года   |
| Злодеи начинают атаку, и только Изуку знает, где находится Кота. Сможет ли он добраться до него вовремя?                                                                         |    |                                                                                                  |                              |                       |
| 43 | 5  | Быстрее домой, Железный Кулак!!! «Buchi komu tekken!!!» (ブチ込む鉄拳!!!)                        | 77-78-79                     | 28 апреля 2018 года   |
| Пока ученики и учителя принимают ответные меры против злодеев, двое учеников берут в свои руки контроль над неизвестным газом, циркулирующим по лесу.                            |    |                                                                                                  |                              |                       |
| 44 | 6  | Ревущий переворот «Ganaru Fūunkyū» (がなる風雲急)                                                | 79-80-81                     | 5 мая 2018 года       |
| Студенты и преподаватели UA всё ещё сражаются в лесу, но выполнил ли Vanguard Action Squad свою миссию?                                                                          |    |                                                                                                  |                              |                       |
| 45 | 7  | Вот это поворот! «Ten Ten Ten!» (転転転!)                                                        | 82-83                        | 12 мая 2018 года      |
| Битва на сборах завершилась, и теперь студентам и преподавателям UA приходится разбираться с последствиями.                                                                      |    |                                                                                                  |                              |                       |
| 46 | 8  | От Ииды до Мидории «Īda kara Midoriya e» (飯田から緑谷へ)                                        | 84-85                        | 19 мая 2018 года      |
| Тодороки, Киришима и Мидория хотят пойти за Бакуго, но представитель класса стоит у них на пути. Тем временем Сигараки делает Бакуго предложение.                                |    |                                                                                                  |                              |                       |
| 47 | 9  | Все за одного «Ōru Fō Wan» (オール・フォー・ワン)                                                | 86-87-88                     | 26 мая 2018 года      |
| Герои и студенты UA приближаются к убежищам Лиги Злодеев, но у Лиги всё ещё есть козырь в рукаве.                                                                                |    |                                                                                                  |                              |                       |
| 48 | 10 | Символ мира «Heiwa no Shōchō» (平和の象徴)                                                       | 89-90-91                     | 2 июня 2018 года      |
| По мере того как борьба с Лигой злодеев обостряется, смогут ли студенты UA вытащить Бакуго вовремя, чтобы Всемогущий сделал большое возвращение?                                 |    |                                                                                                  |                              |                       |
| 49 | 11 | Один за всех «Wan Fō Ōru» (ワン・フォー・オール)                                                 | 92-93-94                     | 9 июня 2018 года      |
| Время Всемогущего истекает, поскольку он сталкивается лицом к лицу со своим заклятым врагом. Сможет ли он наконец победить Все За Одного раз и навсегда?                         |    |                                                                                                  |                              |                       |
| 50 | 12 | Конец начала, начало конца «Hajimari no Owari Owari no Hajimari» (始まりの終わり 終わりの始まり) | 95-96-97                     | 16 июня 2018 года     |
| Всемогущий наконец ушёл в отставку и рассчитывает, что его место займёт кто-то, но это только начало.                                                                            |    |                                                                                                  |                              |                       |
| 51 | 13 | Переезд в общежитие «Haire Ryō» (入れ寮)                                                         | 97-98-99                     | 23 июня 2018 года     |
| Учащиеся класса 1-A перебираются в общежития и по мере заселения соревнуются, у кого лучшая комната.                                                                             |    |                                                                                                  |                              |                       |
| 52 | 14 | Создавайте Эти Супер движения «Ame Hissatsuwaza» (編め必殺技)                                    | 99-100-101                   | 30 июня 2018 года     |
| Класс 1-A работает над развитием своих причуд и созданием окончательных приёмов, чтобы подготовиться к предварительному экзамену на получение лицензии на героя.                 |    |                                                                                                  |                              |                       |
| 53 | 15 | Тест «THE Shiken» (THE試験)                                                                      | 102-103                      | 7 июля 2018 года      |
| Изуку и его одноклассники вносят последние коррективы в свои окончательные действия, а затем отправляются на предварительный лицензионный экзамен.                               |    |                                                                                                  |                              |                       |
| 54 | 16 | Сикецу Хай Скрывается «Haiyoru Shiketsu Kōkō» (這い寄る士傑高校)                                 | 104-105-106 / Филлер         | 14 июля 2018 года     |
| Предварительный лицензионный экзамен начался, и все после класса 1-A. Смогут ли они продержаться достаточно долго, чтобы пройти это первое испытание?                            |    |                                                                                                  |                              |                       |
| 55 | 17 | Класс 1-А «Ichi-Nen Ei-Gumi» (１年A組)                                                           | 106 / Филлер                 | 21 июля 2018 года     |
| Тодороки один против старшей школы Сейджин, а группа Яойорозу противостоит Академии Сейай, поскольку они и остальные члены класса 1-A сражаются, чтобы пройти первое испытание.  |    |                                                                                                  |                              |                       |
| 56 | 18 | ПОРЫВ! (RUSH!)                                                                                   | 107-108                      | 28 июля 2018 года     |
| Остались последние минуты первого теста предварительного лицензионного экзамена, и почти половина класса А все еще осталась.                                                     |    |                                                                                                  |                              |                       |
| 57 | 19 | Упражнения для спасения «Kyūjo Enshū» (救助演習)                                                 | 109-110                      | 4 августа 2018 года   |
| Началась вторая проверка предварительного лицензионного экзамена, и кандидаты в герои внезапно оказываются втянутыми в спасательную операцию.                                    |    |                                                                                                  |                              |                       |
| 58 | 20 | Спасите мир с любовью! «Tokubetsu-hen・Ai de Chikyū o Sukue!» (特別編・愛で地球を救え!)          | Филлер                       | 11 августа 2018 года  |
| Мы делаем перерыв в предварительном лицензионном экзамене, чтобы посетить класс, проводимый перед летними сборами.                                                               |    |                                                                                                  |                              |                       |
| 59 | 21 | Что за большая идея? «Nani o Shitendayo» (何をしてんだよ)                                        | 111-112-113                  | 18 августа 2018 года  |
| Экзамен подходит к концу, но Изуку и другие кандидаты в герои должны отбиваться от банды Орки, чтобы завершить спасательную миссию.                                              |    |                                                                                                  |                              |                       |
| 60 | 22 | Поговорим о твоей причуде «Temee no "Kosei" no Hanashida» (てめェの"個性"の話だ)                 | 114, 116-117                 | 25 августа 2018 года  |
| Пока студенты UA заканчивают предварительный лицензионный экзамен и получают свои результаты, Всемогущий разговаривает со Всем за одного.                                        |    |                                                                                                  |                              |                       |
| 61 | 23 | Деку vs. Каччан, Часть 2 «Deku Bāsasu Kacchan 2» (デクvsかっちゃん2)                             | 117-118-119-120-121          | 1 сентября 2018 года  |
| После предварительного лицензионного экзамена Изуку опробует свой стиль стрельбы на Бакуго, поскольку в их битвах между ними существует взаимопонимание.                         |    |                                                                                                  |                              |                       |
| 62 | 24 | Время встреч «Deai no Kisetsu» (出会いの季節)                                                    | 115, 121-122                 | 8 сентября 2018 года  |
| Мир изменился для злодеев и героев за несколько недель после битвы Всемогущего с Все За Одного, и студенты UA начинают свой второй семестр.                                      |    |                                                                                                  |                              |                       |
| 63 | 25 | Непревзойденный «Muteki» (無敵)                                                                  | 123-124                      | 15 сентября 2018 года |
| Учащиеся класса 1-A узнают об учебе на рабочем месте от Большой тройки. Тем временем злодеи также готовят свои следующие шаги.                                                   |    |                                                                                                  |                              |                       |

### Четвёртый сезон (2019-2020)
| № | №  | Название | Экранизированные главы манги | Трансляция в Японии  |
| --- | -- | --- | ---------------------------- | -------------------- |
| 64 | 1  | Скуп на UA, класс 1-A «Sukūpu yū Ichi-Nen Ei-Gumi» (スクープ雄英1年A組)                                                                                  | Филлер                       | 12 октября 2019 года |
| После того, как Всемогущий объявляет о своем выходе на пенсию, независимый репортер Танео Токуда отправляется в общежития, чтобы исследовать UA Класса 1-A.                                                                                                  |    | |                              |                      |
| 65 | 2  | Капитальный ремонт «Ōbāhōru» (オーバーホール) | 124-125-126                  | 19 октября 2019 года |
| Злодей, известный как Оверхаул, встречается с Сигараки, чтобы предложить союз, который плохо кончится для обеих сторон. Тем временем Изуку продолжает думать о том, где он хочет пройти стажировку, и получает совет от Тогата.                              |    | |                              |                      |
| 66 | 3  | Мальчик встречает ... «Bōi Mītsu» (ボーイ・ミーツ...) | 126-127-128                  | 26 октября 2019 года |
| Изуку сражается с сэром Ночноглазым, чтобы получить его печать и разрешение присоединиться к его агентству. Однако посреди битвы Ночной Глаз раскрывает секрет Всемогущего, который сильно поколебал уверенность Изуку.                                      |    | |                              |                      |
| 67 | 4  | Борьба с судьбой «Aragau Unmei» (抗う運命) | 129-130-131                  | 9 ноября 2019 года   |
| Первый день патрулирования Изуку принимает шокирующий оборот, когда он встречает Чисаки и загадочную девушку. Позже он решает рассказать Всемогущему правду о преемнике Ван Оф Ол.                                                                           |    | |                              |                      |
| 68 | 5  | Пойдем, Бесстрашный красный бунт «Gattsuda Rettsura Reddo Raiotto» (ガッツだレッツラレッドライオット)                                                    | 131-132-133-134, 144         | 16 ноября 2019 года  |
| Киришима начинает учебу с Фэт Гамом и Амадзики и попадает в криминальную ситуацию. Тем временем Сигараки и Чисаки встречаются, чтобы обсудить союз. |    | |                              |                      |
| 69 | 6  | Неприятный разговор «Iyana Hanashi» (嫌な話) | 134-135-136                  | 23 ноября 2019 года  |
| Профессиональные герои со всей страны встречаются, чтобы обсудить ситуацию с Ши Хассайкай, включая студентов UA. Дискуссия принимает шокирующий оборот, когда открывается ужасная правда о девушке по имени Эри.                                             |    | |                              |                      |
| 70 | 7  | ИДИ!! (GO!!) | 137-138                      | 30 ноября 2019 года  |
| Чтобы спасти Эри и остановить махинации группы Хассайкай, профессиональные герои готовятся к тотальной атаке на цитадель плохих парней. Деку и Тогата приготовились к предстоящей битве.                                                                     |    | |                              |                      |
| 71 | 8  | Санитер из Большой тройки «Biggu 3 no San'ītā» (ビッグ3のサンイーター)                                                                                   | 139-140-141                  | 7 декабря 2019 года  |
| Ши Хассайкай изо всех сил старается остановить героев, а Сунитер добровольно уничтожает первую партию членов Восьми Пули на их пути. |    | |                              |                      |
| 72 | 9  | Красный бунт «Reddo Raiyūto» (烈怒頼雄斗) | 142-143, 145                 | 14 декабря 2019 года |
| По мере того как битва с Ши Хассайкай продолжается, Киришиме приходится столкнуться со своим прошлым, когда он и Толстый Гум отделяются от остальных. |    | |                              |                      |
| 73 | 10 | Временный отряд «Shukkō» (出向) | 144-145-146-147-148          | 21 декабря 2019 года |
| По-прежнему сливаясь со стенами и полом, Иринака продолжает разделять героев и полицию, нападающих на Хассайкай. Тога и Твайс продолжают помогать якудза в рамках сделки с Сигараки                                                                          |    | |                              |                      |
| 74 | 11 | Лемиллион «Rumirion» (ルミリオン) | 149-150-151-156              | 28 декабря 2019 года |
| Дважды и Тога предают Ши Хассасаки, в то время как Мирио наконец догоняет Оверхаула и Хроно. |    | |                              |                      |
| 75 | 12 | Непредвиденная надежда «Mienai kibō» (見えない希望) | 152-153-154-155              | 4 января 2020 года   |
| Изуку, Голова-ластик и сэр Ночной Глаз, наконец, достигают места, где находятся Чисаки и другие, и находят Тогату за его пределами. |    | |                              |                      |
| 76 | 13 | Инфинити 100% «100-Pāsento kara bugendai» (100％から無限大)                                                                                              | 156-157-158                  | 11 января 2020 года  |
| Несмотря на их усилия, Оверхол только окреп. Ночной Глаз и Мирио слишком ранены, чтобы продолжать сражаться. Айзава был выведен из строя Хроно. Рейдовая команда в беспорядке, немногие уцелели. Но Эри плачет, и на этот раз Деку не отпускает.             |    | |                              |                      |
| 77 | 14 | Светлое будущее «Akarui Mirai» (明るい未来) | 159-160-161                  | 18 января 2020 года  |
| Пока герои разбираются с последствиями битвы с Ши Хассайкай, транспортное средство, перевозящее Чисаки, сталкивается с Лигой Злодеев. |    | |                              |                      |
| 78 | 15 | Тлеющее пламя «Kusuburu Honō» (燻る炎) | 162-163                      | 25 января 2020 года  |
| Наша борьба с Ши Хассайкай закончилась, и мы смогли изменить будущее. Но это еще не конец. По мере того, как мы преодолевали горе из-за потери сэра Ночного Глаза, лига Злодеев начала двигаться к новому этапу.                                             |    | |                              |                      |
| 79 | 16 | Завоюйте сердца этих детей «Hokkore Karimen Kōshū» (掴めガキ心)                                                                                          | 164-165-166                  | 1 февраля 2020 года  |
| Кэми присоединяется к учебному курсу по предварительной лицензии и добавляется в команду, работающую с детьми из Масегаки. Тем временем Эндеавор ведет серьезный разговор со Всемогущим.                                                                     |    | |                              |                      |
| 80 | 17 | Помощь для лицензированных стажеров «Hokkore Karimen Kōshū» (ホッコれ仮免講習)                                                                           | 166-167-168                  | 8 февраля 2020 года  |
| Стажеры связаны с не по годам развитыми детьми Масегаки, и с приближением осени жизнь в UA возвращается в норму, но Аояма ведет себя странно. |    | |                              |                      |
| 81 | 18 | Школьный фестиваль «Bunkasai» (文化祭) | 169-170                      | 15 февраля 2020 года |
| Пока студенты UA готовятся к школьному фестивалю, Деку и Тогата навещают Эри в больнице. Тем временем новый злодей по имени Нежный Преступник начинает свое преступное господство.                                                                           |    | |                              |                      |
| 82 | 19 | Подготовка к школьному фестивалю - самое интересное «Bunkasai-tte Junbi-shiteru Toki ga Ichiban Tanoshii yo ne» (文化祭って準備してる時が一番楽しいよね) | 171-172                      | 22 февраля 2020 года |
| По мере приближения даты школьного фестиваля Деку и остальные ученики класса 1-A решают, кто и что будет делать, чтобы устроить величайший школьный праздник в истории.                                                                                      |    | |                              |                      |
| 83 | 20 | Золотые наконечники Империал «Gōrudo Tippusu Inperiaru» (ゴールドティップスインペリアル)                                                                 | 173-174                      | 29 февраля 2020 года |
| Приближается день фестиваля, и класс 1-А готов. Пока они отдыхают накануне вечером, Джентл Преступник вынашивает свой план проникновения на фестиваль, начиная с особенного чая.                                                                             |    | |                              |                      |
| 84 | 21 | Деку против Гентал Криминал «Deku Bāsasu Jentoru Kuriminaru» (デクＶＳジェントル・クリミナル)                                                            | 175-176-177                  | 7 марта 2020 года    |
| Получая что-то для фестиваля, Деку сталкивается с Гентал Криминал. Узнав, что он планирует проникнуть на фестиваль, Деку начинает сражаться с таинственным злодеем и его партнершей Ла Бравой.                                                               |    | |                              |                      |
| 85 | 22 | Начало школьного Фестиваля!! «Kaisai bunkamatsuri!!» (開催文化祭！！)                                                                                    | 178-179-180                  | 14 марта 2020 года   |
| Деку изо всех сил пытается помешать Гентальному преступнику проникнуть на школьный фестиваль UA, используя свою технику стиля стрельбы. Когда Ла Брава использует свою Причуду, чтобы усилить Джентла, его решимость укрепляется, когда он сражается с Деку. |    | |                              |                      |
| 86 | 23 | Пусть идёт! Школьный Фестиваль! «Tare Nagase! Bunkasai!» (垂れ流せ！文化祭！)                                                                            | 181-182-183                  | 21 марта 2020 года   |
| Изуку возвращается на школьный фестиваль после встречи с Джентльменом и Ла Бравой, но успеет ли он к своему выступлению? |    | |                              |                      |
| 87 | 24 | Диаграмма японского героя Биллиборд «Hīrō Birubōdo Chāto Jeipī» (ヒーロービルボートチャートJP)                                                           | 184-185-186                  | 28 марта 2020 года   |
| Пришло время объявить следующий рейтинг японских героев Биллиборд Чарт, и на этот раз появятся все десять лучших героев. |    | |                              |                      |
| 88 | 25 | Его начало «Hajimarino» (始まりの) | 187-188-189-190              | 4 апреля 2020 года   |

### Пятый сезон (2021)
| № | №  | Название                                                                                      | Экранизированные главы манги | Трансляция в Японии   |
| --- | -- | --------------------------------------------------------------------------------------------- | ---------------------------- | --------------------- |
| 89 | 1  | Всем собраться, класс 1-А! «Zen'in Shutsudō! Ichi-nen Ē-gumi» (全員出動！１年Ａ組)            | 189-190 / Филлер             | 27 марта 2021 года    |
| Вводный эпизод 5 сезона, в котором класс 1А справляется с очередным заданием по спасению.                                                                    |    |                                                                                               |                              |                       |
| 90 | 2  | Остатки «Omokage» (面影)                                                                      | 191-192-193                  | 3 апреля 2021 года    |
| В семье Тодороки происходит ссора. Мидория видит сон, открывающий новую информацию о предыдущих владельцах «Один за всех» событиях из прошлого этой причуды. |    |                                                                                               |                              |                       |
| 91 | 3  | Столкновение классов А и Б «Gekitotsu! Ē-gumi Bāsasu Bī-gumi» (激突！Ａ組ＶＳＢ組)            | 193-194-195                  | 10 апреля 2021 года   |
| Ученическое противостояние классов 1А и 1Б, но в этот раз всё иначе, потому что проявлять себя начинает Шинсо.                                               |    |                                                                                               |                              |                       |
| 92 | 4  | Ты можешь, Шинсо! «Soreike Shinsō-kun!» (それ行け心操くん！)                                  | 196-197                      | 17 апреля 2021 года   |
| Шинсо попадает в команду к классу 1А и старается быть максимально полезным.                                                                                  |    |                                                                                               |                              |                       |
| 93 | 5  | Операция "Новые приёмы" «Shin Waza Sokkyō Operēshon» (新技即興オペレーション)                 | 198-199-200                  | 24 апреля 2021 года   |
| В процессе товарищеской битвы многие из студентов демонстрируют свои новые супер-приёмы.                                                                     |    |                                                                                               |                              |                       |
| 94 | 6  | Предвидение «Saki o Misuete» (先を見据えて)                                                   | 200-201                      | 1 мая 2021 года       |
| Завершение второго раунда боевой тренировки, финал которой оказывается неожиданным.                                                                          |    |                                                                                               |                              |                       |
| 95 | 7  | Третий бой «Dai San Shiai» (第３試合)                                                         | 202-203-204                  | 8 мая 2021 года       |
| Команды, отобранные для третьего раунда приступают к боевой тренировке.                                                                                      |    |                                                                                               |                              |                       |
| 96 | 8  | Финал третьего поединка «Dai San Shiai Ketchaku» (第3試合決着)                                | 205-206                      | 15 мая 2021 года      |
| 97 | 9  | Ранняя пташка «Sente Hisshō!» (先手必勝！)                                                    | 207-208                      | 22 мая 2021 года      |
| 98 | 10 | То, что унаследовано «Uketsugu Mono» (受け継ぐモノ)                                           | 209-210-211-212-213          | 29 мая 2021 года      |
| 99 | 11 | Наша потасовка «Bokura no Dai Ransen» (ぼくらの大乱戦)                                        | 214-215-216                  | 5 июня 2021 года      |
| 100 | 12 | Новая сила и Все-за-одного «Atarashii Chikara to Ōru Fō Wan» (新しい力とオール・フォー・ワン) | 216-217-218-219              | 12 июня 2021 года     |
| 101 | 13 | С Рождеством! «Merire! Kurisumasu!» (メリれ！クリスマス！)                                    | 241-242                      | 19 июня 2021 года     |
| 102 | 14 | В агентство Индивора «Iza! Endevā Jimusho» (いざ！エンデヴァー事務所)                         | 243-244-245-246              | 26 июня 2021 года     |
| 103 | 15 | Шаг за шагом «Hitotsu Hitotsu» (一つ一つ)                                                     | 247-248                      | 10 июля 2021 года     |
| 104 | 16 | Давно не виделись, Селки «Ohisashiburidesu serukī-san» (お久しぶりですセルキーさん)           | Филлер                       | 17 июля 2021 года     |
| Примечание: Серия выпущена к новому фильму «My Hero Academia: Wоrld Hеroes Missiоn».                                                                         |    |                                                                                               |                              |                       |
| 105 | 17 | Адская семейка Тодороки «Jigoku no Todoroki-kun Chi» (地獄の轟くん家)                         | 248-249                      | 24 июля 2021 года     |
| 106 | 18 | Непростительное «Yurusarezarumono» (許されざる者)                                             | 250-251-252                  | 31 июля 2021 года     |
| 107 | 19 | Другого такого героя нет «Dare yori mo omae wa hīrō ni» (誰よりもおまえはヒーローに)          | 253-254-255                  | 14 августа 2021 года  |
| 108 | 20 | Моя злодейская академия «Boku no Viran Akademia» (僕のヴィランアカデミア)                     | 220, 221-222-223-224         | 21 августа 2021 года  |
| 109 | 21 | Фестиваль возрождения «Sairin-sai» (再臨祭)                                                   | 224-225-226-227-228          | 28 августа 2021 года  |
| 110 | 22 | Парад опечаленного «Saddo Manzu Parēdo» (サッドマンズパレード)                                | 228-229-230-231-232          | 4 сентября 2021 года  |
| 111 | 23 | Истоки Тэнко Симуры «Shimura Tenko: Orijin» (志し村むら転てん弧こ：オリジン)                  | 233-234-235-236              | 11 сентября 2021 года |
| 112 | 24 | Истоки Томуры Сигараки «Shigaraki Tomura: Orijin» (死し柄がら木き弔とむら：オリジン)          | 237-238-239-240              | 18 сентября 2021 года |
| 113 | 25 | Высокое синее небо «Sora, Takaku Gunjō» (空、高く群青)                                        | 256-257-258                  | 25 сентября 2021 года |

## OVA
| 1 | Специальная тренировка «Сукуэ! Кю:дзё Кунрэн!» (救え!救助訓練!) | 27 ноября 2016 года (ивент) 4 апреля 2017 года (DVD) |
| Академия UA организует специальные тренировки для учеников класса A-1. Примечание: бонус к 13-му тому.                              | |                                                      |
| 2 | Тренировка мёртвых «Torēningu obu za Deddo» (トレーニング・オブ・ザ・デッド) | 2 июня 2017 года                                     |
| После стажировки, Академия UA устраивает совместную тренировку со старшей школой Исаму. Примечание: бонус к 24-му тому.             | |                                                      |
| 3-4 | Восхождение Всемогущего «Ōru Maito: Raijingu» (オールマイト：ライジング) | 13 февраля 2019 года                                 |
| Короткий рассказ о том, как Всемогущий стал — Символом Мира.                                                                        | |                                                      |
| 5 | Моя геройская академия: Восхождение героев — Спецвыпуск «Boku no Hero Academia the Movie 2: Heroes:Rising - Epilogue Plus - Yume wo Genjitsu ni» (僕のヒーローアカデミア THE MOVIE ヒーローズ・ライジング エピローグ・プラス《夢を現実に》) | 15 июля 2020 года                                    |
| Эпилог ко второму фильму. | |                                                      |
| 6 | Сделай это! Тренировка навыков выживания. Часть первая «Ikinokore! Kesshi no Sabaibaru Kunren Zenpen» (生き残れ！決死のサバイバル訓練 前編)                                                                                                 | 16 августа 2020 года                                 |
| Учащиеся класса 1-А отрабатывают спасение под завалами, но внезапно учебное здание обваливается, и ученики оказываются в ловушке... | |                                                      |
| 7 | Сделай это! Тренировка навыков выживания. Часть вторая «Ikinokore! Kesshi no Sabaibaru Kunren Kōhen» (生き残れ！決死のサバイバル訓練 後編)                                                                                                  | 16 августа 2020 года                                 |
| См. выше. | |                                                      |

## Фильмы
| 1 | Два героя «Futari no Hero» (2人の英雄（ヒーロー）)                             | 3 августа 2018 года  |
| Всемогущий приглашает Мидорию к его старому другу Дэвиду, на "Остров Ай", где сейчас проходит конференция. По стечению обстоятельств некоторые из учащихся UA оказываются на острове. И внезапно, несмотря на всю систему безопасности острова, террористы захватывают контроль над островом и берут посетителей в заложники... |                                                                                |                      |
| 2 | Восхождение героев «Heroes:Rising» (ヒーローズ：ライジング)                    | 20 декабря 2019 года |
| Класс 1-A был отправлен на удаленный остров Набу в рамках программы обеспечения безопасности. Так как обстановка на острове спокойная, на нём отсутствуют герои. Но внезапно на остров вторгается Найн, способный похищать причуды, и его группа, в поисках причуды, которая есть у одного из жителей острова. Вторгнувшись они сразу же отключили связь острова с внешним миром, лишив тем самым юных героев шанса позвать подкрепление, и оставив их один на один с ними... |                                                                                |                      |
| 3 | Миссия мировых героев «World Heroes' Mission» (ワールド ヒーローズ ミッション) | 6 августа 2021 года  |
| Мидория, Бакуго и Тодороки, проходя стажировку в агентстве Неукротимого, направляются в далекую страну «Осеон». В ходе этой операции, Мидория попадает в гущу в событии, что делает его одним из самых разыскиваемых преступников во всем мире. Группа «Хумаридзэ» берёт ответственность за все на себя... |                                                                                |                      |